# Rebecca Gallantree
Rebecca Gallantree (* 19. August 1984 in Chelmsford, England) ist eine britische Wasserspringerin. Sie startet für den Verein City of Leeds Diving Club in den Disziplinen 1-m- und 3-m-Kunst- und Turmspringen und im 3-m-Synchronspringen. In Synchronwettbewerben springt sie an der Seite von Alicia Blagg.
Gallantree nahm an den Olympischen Spielen 2008 in Peking teil. Im Kunstspringen vom 3-m-Brett wurde sie im Vorkampf 25. und schied aus. Bei den Weltmeisterschaften 2009 in Rom wurde sie Siebte vom 1-m-Brett und 15. vom 3-m-Brett und bei den Europameisterschaften 2010 in Budapest Zehnte vom 1-m-Brett und Fünfte im 3-m-Synchronspringen.
2006 und 2010 nahm sie zudem an den Commonwealth Games teil.
Gallantree ist dreifache Britische Meisterin.